# NGC 993
NGC 993 è una galassia lenticolare situata nella costellazione della Balena, a una distanza di circa 321 milioni di anni luce dalla nostra Via Lattea.

## Scoperta
La galassia è stata scoperta il 15 gennaio 1865 dall'astronomo tedesco Albert Marth. Venti anni più tardi, il 12 ottobre 1885, la stessa galassia è stata osservata dall'astronomo statunitense Lewis Swift e in seguito inserito nel New General Catalogue con la designazione NGC 994, che quindi risulta un duplicato di NGC 993.